# 巴氏櫛鱗鰨
巴氏櫛鱗鰨為輻鰭魚綱鰈形目鰨亞目鰨科的其中一種，為亞熱帶海水魚，分布於南太平洋復活節島海域，棲息深度2-25公尺，體長可達20公分，棲息在沙、礫石底質底層水域，生活習性不明。